# 응우옌푸쫑
응우옌푸쫑(베트남어: Nguyễn Phú Trọng, 阮富仲, 완부중, 문화어: 웬푸쫑, 1944년 4월 14일~2024년 7월 19일)은 2011년부터 2024년 7월 19일 사망할 때까지 베트남 공산당 서기장을 역임한 베트남의 정치인이자 공산주의 이론가였다. 당 사무국, 정치국, 중앙군사위원회의 수장으로서 쫑은 베트남의 최고 지도자였다. 쫑은 또한 이전에 2018년부터 2021년까지 베트남의 주석을 역임했다.
쫑은 1968년 베트남 공산당에 가입하여 정계에서 꾸준히 성장했으며, 이후 1994년 당 중앙위원회, 1997년 정치국, 2002년 베트남 국회에 합류했다. 2000년부터 2006년까지는 하노이 당 서기를 역임했는데, 이는 사실상 이 도시의 최고위 직위였다. 2006년부터 2011년까지는 국회의장을 역임했다.
2011년 제11차 당대회에서 총비서에 올랐고, 2016년 제12차 당대회에서 재선됐다. 쫑은 2018년 쩐다이꽝 주석이 사망한 후 국가 주석이 되었으며, 호찌민, 쯔엉찐에 이어 당과 국가를 동시에 이끄는 세 번째 인물이 되었다. 2021년 제13차 전국대표대회에서 쫑은 서기장 재선에 성공하면서 베트남에서 세 번째로 3선 연임 지도자가 되었고 (호찌민, 레주언의 뒤를 이어), 응우옌쑤언푹이 주석직을 계승하였다.
서기장 재임 기간 동안 쫑은 베트남 정치 역사상 전례 없는 수준으로 수많은 고위 관리들의 부패를 척결한 광범위한 반부패 캠페인을 추구하였다. "대나무 외교"로 알려진 쫑의 외교 정책은 베트남과 미국, 베트남과 중화인민공화국 간 관계 균형을 맞추려는 의도에서 추진되었다. 쫑은 호찌민 이후 영향력이 지대한 베트남 지도자 가운데 한 명으로 간주된다.

## 생애
하노이 출신이다. 하노이 국립 대학교를 졸업하고 소련에서 유학하였다. 베트남 공산당에 공식적으로 가입한 것은 1968년이다.

## 정치 입장

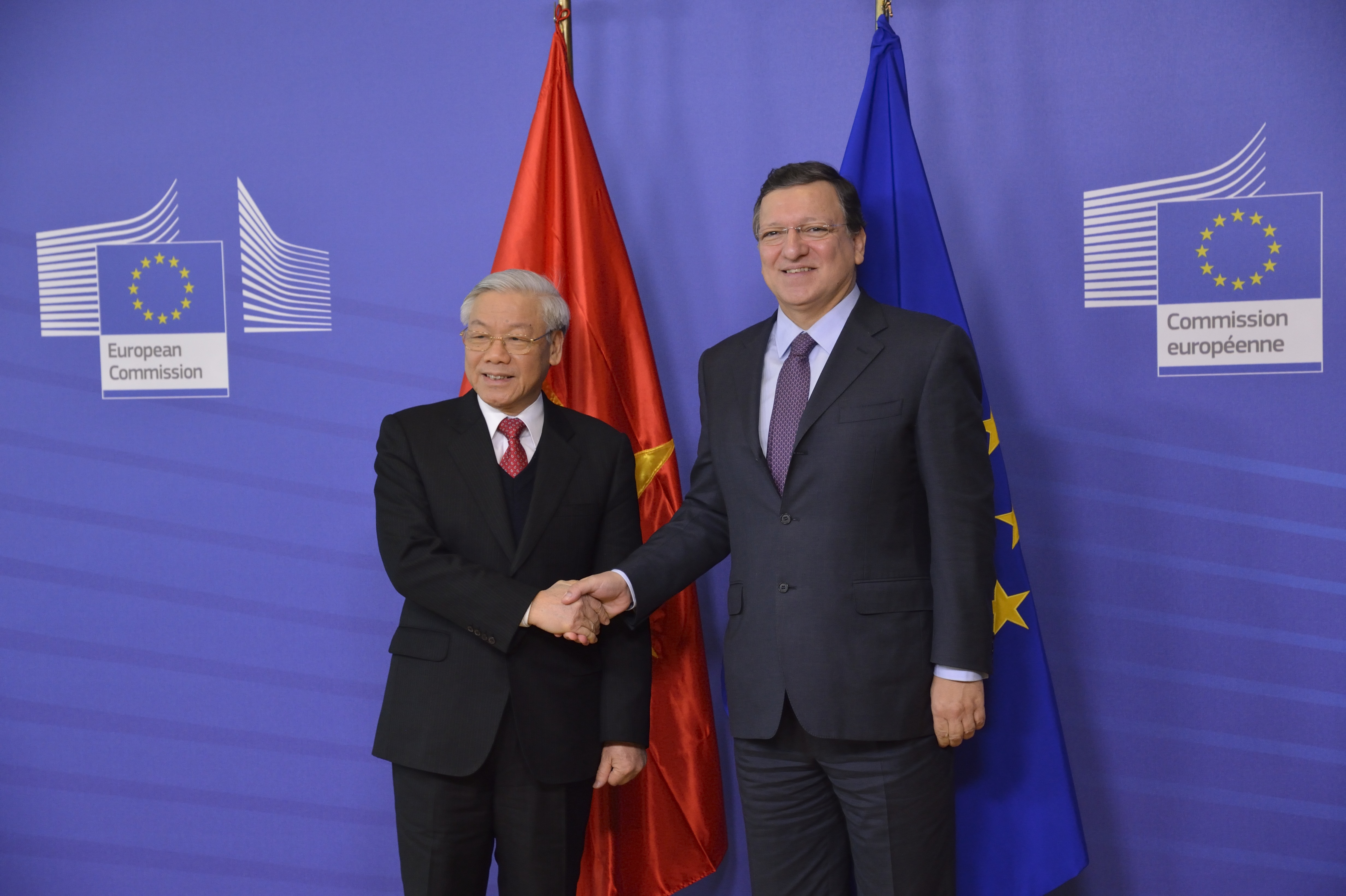
2013년 유럽 연합 집행위원장 조제 마누엘 바호주와 함께

이념적으로 쫑은 베트남 공산당 내에서 보다 보수적인 마르크스-레닌주의 세력 출신으로 간주되었다.  쫑은 일부 당원들이 "마르크스주의-레닌주의 미덕"을 상실한 것을 오랫동안 비난했다. 쫑은 "기강이 없는 국가는 혼란스럽고 불안정할 것이다. [...]. 우리는 민주주의와 법과 질서의 균형을 맞춰야 한다"라고 말했다.

## 사망
쫑은 2024년 7월 19일 13:38 (UTC+07:00)에 하노이 108 중앙군병원에서 80세의 나이로 사망하였다. 베트남 국영 언론은 중앙 공무원 건강보호전문협의회(Hội đồng chuyên môn bảo vệ sức khỏe cán bộ Trung ương)의 정보를 인용하였으며, 쫑이 "일정 기간 투병 끝에" 사망했다고 보도하였다.  쫑의 사망은 18:00(UTC+07:00)경 대중에게 발표되었다.
라오스, 캄보디아, 중화인민공화국, 러시아, 쿠바의 지도자들이 조의 메시지를 보냈다. 아울러 베트남 주재 미국 대사도 애도 성명을 발표했다.

## 같이 보기
- 베트남의 역사
- 베트남의 정치